# Thermo-akoestiek
Thermo-akoestiek is het onderdeel van de natuurkunde dat zich bezighoudt met de relatie tussen geluid en warmte. Een temperatuursverschil kan een geluidsgolf opwekken, maar ook het omgekeerde is mogelijk: een geluidsgolf kan ook een temperatuursverschil creëren.
Dit natuurkundig verschijnsel werd pas sinds de jaren 1980 onderzocht op mogelijke toepassingen door wetenschap en industrie. Voor die tijd werd het vooral als een curiositeit beschouwd zonder een concrete toepassing. 
Het werkingsprincipe van thermo-akoestische systemen is gebaseerd op de stirlingcyclus, in 1816 gepatenteerd door dominee Robert Stirling. In 1979 bedacht de Amerikaanse wetenschapper Peter Ceperley dat het faseverschil tussen druk en snelheid in de regenerator van een stirlingmotor hetzelfde is als in een lopende golf. Daarbij is namelijk de druk en de snelheid van het gas in fase. Dit is in tegenstelling tot de staande golf (zoals in gedekte pijpen), waarbij het faseverschil 90 graden is.
Het warmtetransport dat optreedt bij thermo-akoestiek is van belang voor de warmtetechniek (warmtepompen) en koeltechniek (cryo-koelers). Ceperley ondernam pogingen om met dit principe een motor te bouwen, gebaseerd op een ringresonator. Dit slaagde niet, waarna het onderzoek (van onder andere Los Alamos National Laboratories) zich richtte op zogenaamde staande golfmachines. Hoewel het rendement laag was leidde het wel tot een aantal functionele apparaten, zoals een thermoakoestische koelkast voor ruimtevaarttoepassingen of op marineschepen.
Enkele voordelen van deze machines zijn: 
- eenvoudige constructie
- geen bewegende onderdelen, dus geen smering nodig
- milieuvriendelijkheid

Nadeel is het lage rendement.